# Bibio flavitarsalis
Bibio flavitarsalis är en tvåvingeart som beskrevs av Guang Yu Luo och Yang 1988. Bibio flavitarsalis ingår i släktet Bibio och familjen hårmyggor. Inga underarter finns listade i Catalogue of Life.